# Suhaia
Suhaia là một xã thuộc hạt Teleorman, România. Dân số thời điểm năm 2002 là 4889 người.